# Tony Azevedo
Tony Azevedo (Rio de Janeiro, 21. studenog 1981.), američki vaterpolist.
Sezone 2012./13. igrao je za VK Jug na poziciji napadača i osvojio hrvatsko prvenstvo. Zatim je pošao igrati u Brazil. Igrao je za reprezenaciju Sjedinjenih Američkih Država na Olimpijskih igrama 2000., 2004. i 2008. Na Igrama 2008. u Pekingu je predvodio američku izabranu vrstu do olimpijskog srebra, što je najveći uspjeh američkog vaterpola u povijesti.
S VK Jug iz Dubrovnika, čiji je igrač bio dvije godine, osvojio je Jadransku ligu u sezoni 2008./09. i Prvenstvo Hrvatske u vaterpolu 2008./09.